# Go Home River
Go Home River är ett vattendrag i Kanada.   Det ligger i provinsen Ontario, i den sydöstra delen av landet, 300 km väster om huvudstaden Ottawa.
I omgivningarna runt Go Home River växer i huvudsak blandskog.